# サテュロス

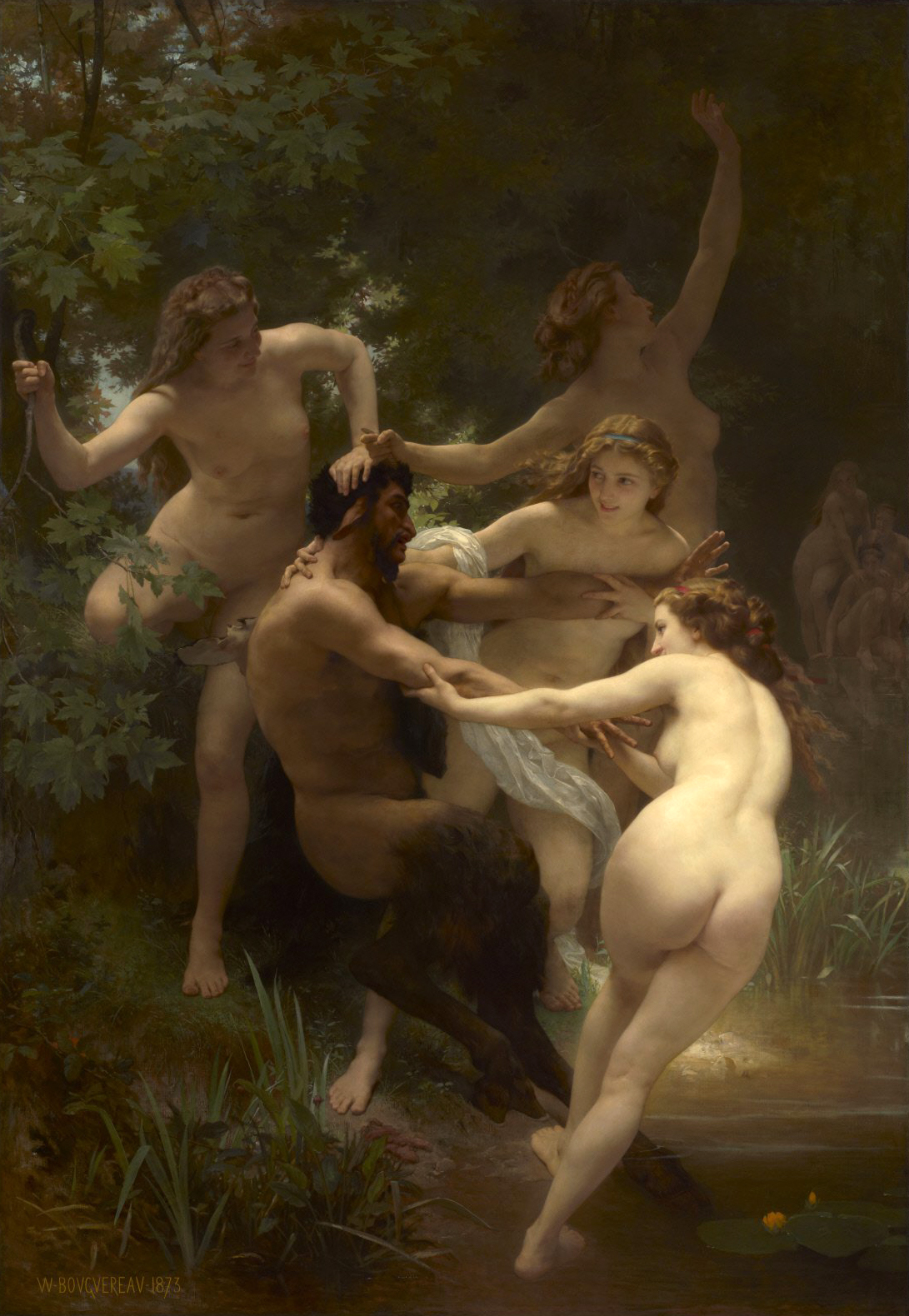
ウィリアム・アドルフ・ブグロー作『ニンフとサテュロス』（1873年）

サテュロス（古希: σάτυρος, satyros, ラテン語: satyrus, 英語: satyr）、複数形サテュロイ（古希: σάτυροι, satyroi） は、ギリシア神話に登場する半人半獣の自然の精霊である。ローマ神話にも現れ、ローマの森の精霊ファウヌスやギリシアの牧羊神パーンとしばしば同一視された。「自然の豊穣の化身、欲情の塊」として表現される。その名前の由来を男根に求める説がある。

## 概要
森や山に出没し、パーンやディオニューソスが仲間である。ホメーロスによる言及はないものの、ヘーシオドスの著作の断片では、山のニュムペーやクーレース（en:Kuretes、レアーを崇拝する9人の男性の精霊の踊り手）の兄と呼ばれており、怠惰で無用の種族とされている。彼等はディオニューソス信仰と強く結びついている。男性のディオニューソス信者がサテュロスで、女性信者がマイナス、マイナデスである。またカール・リンネによって命名されたオランウータンの最初の学名はサテュロスにちなみシミア・サティルス (Simia satyrus) という。

## ギリシア神話のサテュロス

### サテュロスの性格

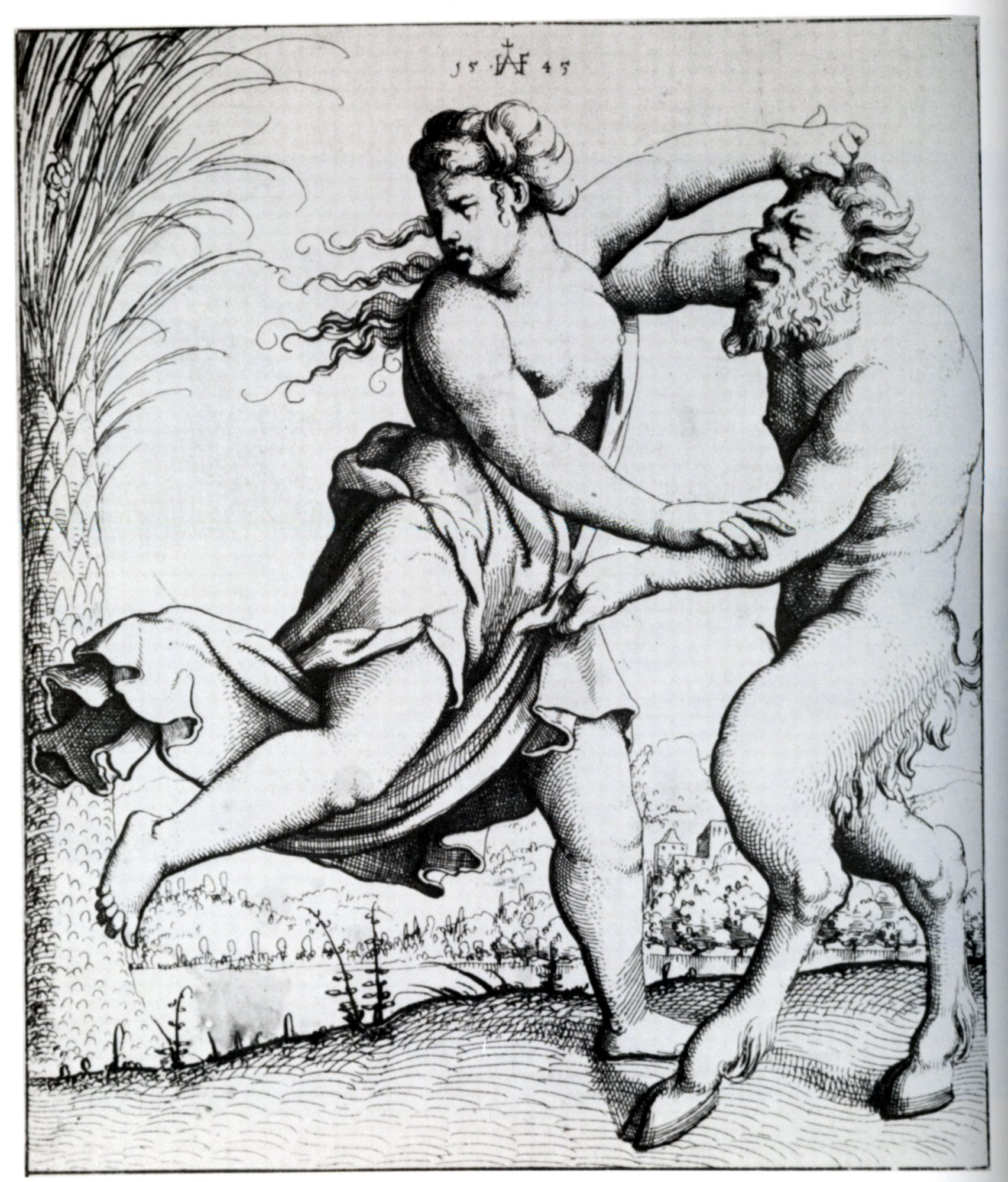
サテュロスと婦人の諍い（アウグスティン・ヒルシュフォーゲル画、1545年）

彼等は悪戯好きだったが、同時に小心者でもあった。破壊的で危険であり、また恥ずかしがりやで臆病だった。ディオニューソス的な生き物として、彼等はワインと女性と男性（美少年）を愛した。アウロスという笛、シンバル、カスタネット、バグパイプといった楽器の音楽に乗って、ニュムペーと踊ったり口説いたりした。人間にとっては激しい恐怖だった。彼等はディオニューソスのドンチャン騒ぎに絡めて語られる事が多く、神話や伝説の中ではマイナーな存在である。スキニス(en:Sikinnis)という特徴ある踊りを踊った。本能的にあらゆる肉体的快楽をむさぼろうとした。葡萄と蔦で作った花輪を頭に載せ、ディオニューソスに倣って豹や山羊、子鹿の皮をまとっていたが、それ以外は裸で、ファルスを聳え立たせていた。
彼等はワイングラスを手にもって描かれる事がしばしばであって、ワイングラスの装飾としても用いられる事がある。彼等はしばしば松毬(fircone)を先に付けたディオニューソスの杖、テュルソスを持ち歩いている。

### サテュロスの死
サテュロスは不死の神ではなく、歳をとれば死んだ。彩色花器等ギリシアの工芸品に、人間の人生の三段階に合わせたサテュロスの絵がある。成人したサテュロスは顎ヒゲがあり、禿げている。禿げていることはギリシア文化においては屈辱的で体裁の悪いことだった。高齢のサテュロスは通常シーレーノスと呼ばれた。半人半馬の飲んだくれである彼はパーンの息子といわれ、ディオニューソスの養父、先生にして酒のみ仲間である。
サテュロスは暴力によっても死んだ。彼等は神話上のディオニューソスのインド行軍で戦死している。ノンノスによるとサテュロスのひとり マルシュアースは、アポローンと音楽の腕を競って敗れ、罰として生きながら全身の皮を剥がれて死んだ。

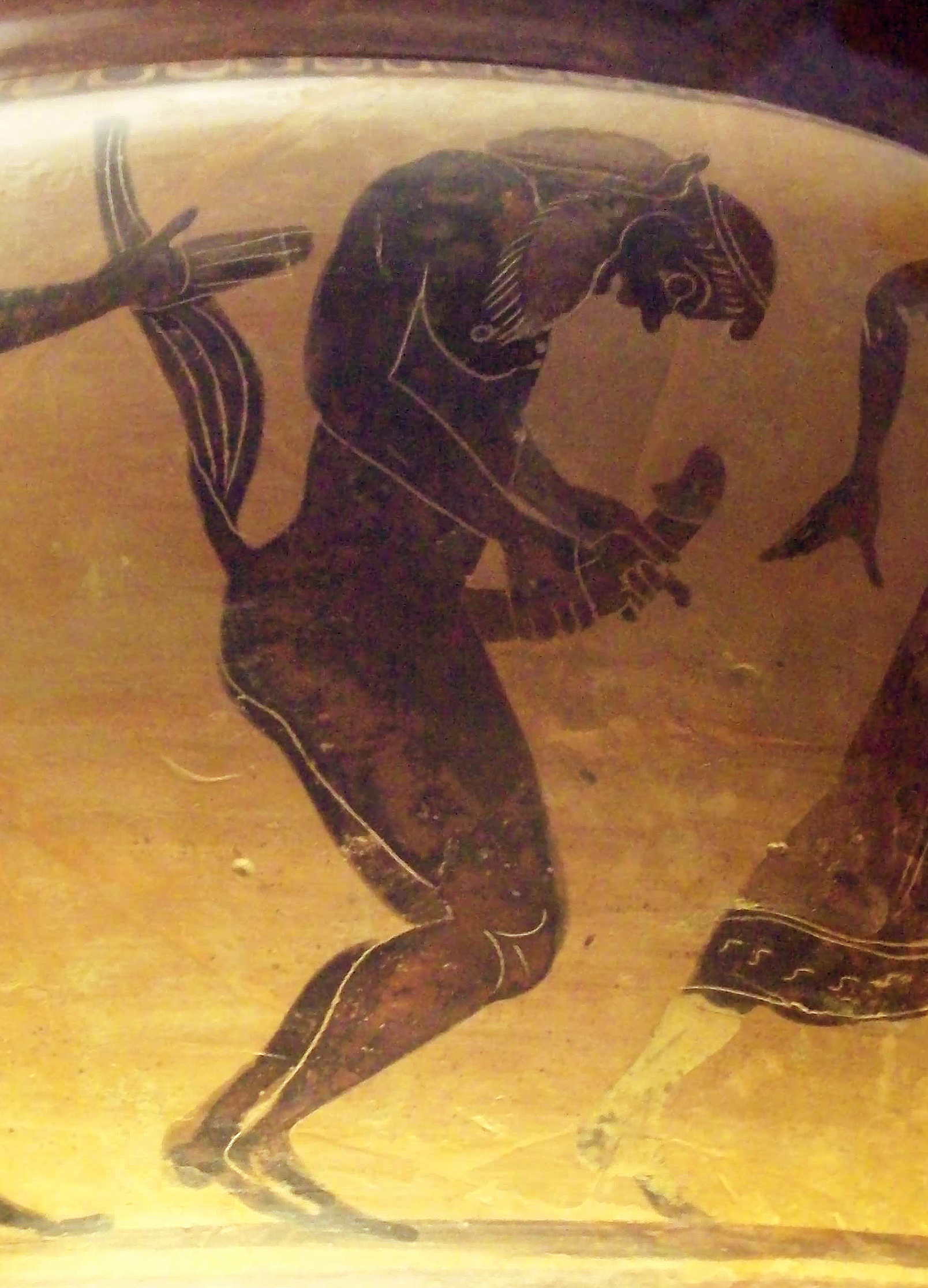
馬ほどに勃起した陰茎を握るサテュロス。古代ギリシャの甕（かめ）- 紀元前 560-550年。

### サテュロスの姿

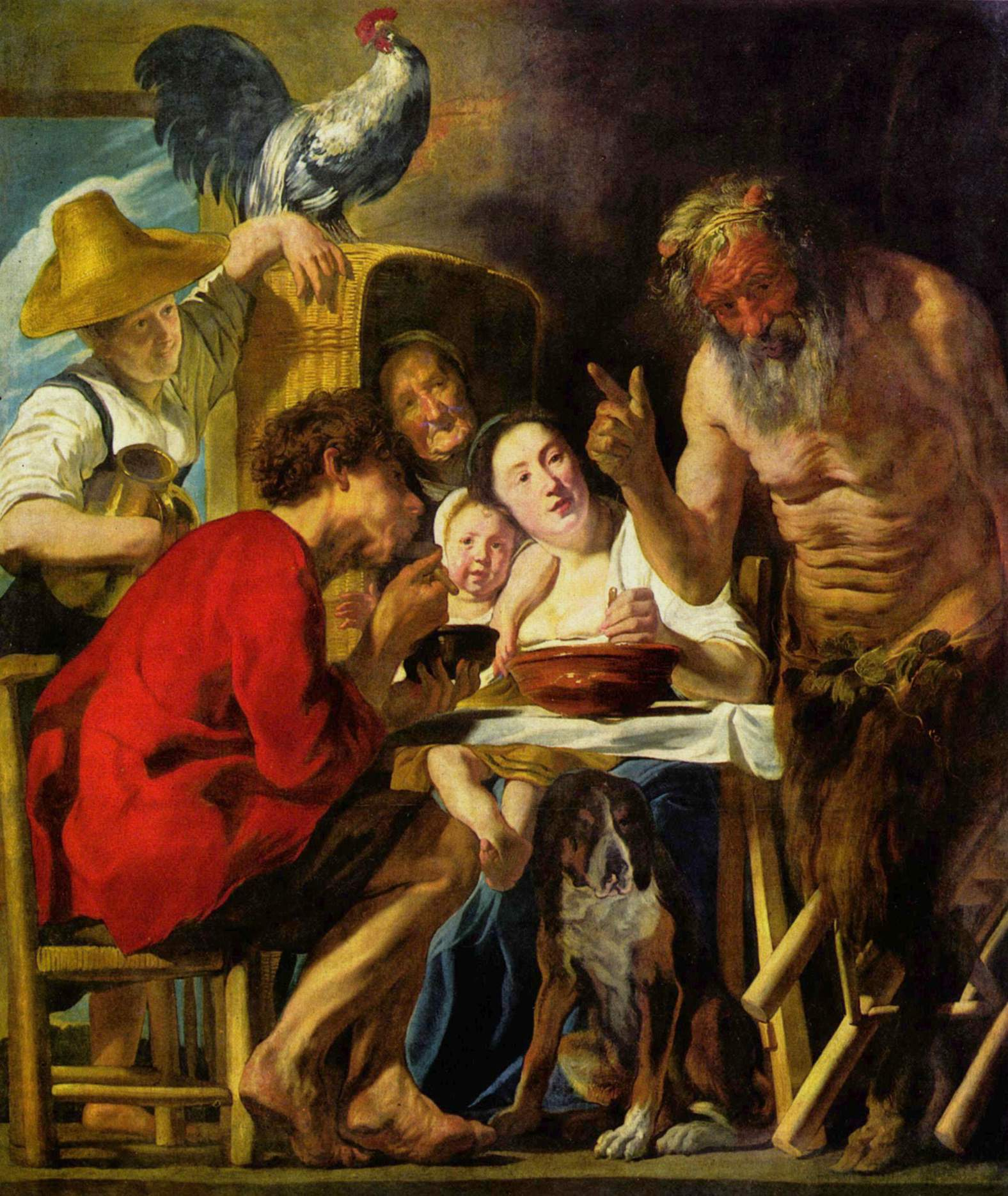
農夫とサテュロス（ヤーコブ・ヨルダーンス画、1620年）

成熟したサテュロスは前頭部に山羊の角を持つが、若いサテュロスはそこに骨ばった突起を生やしている。アッティカの彩色花器に描かれたサテュロスは平らな鼻、尖った大きな耳、長く巻いた髪、立派な顎ヒゲ、馬か山羊の尾部を持っている。乳首のような突起(pherea)を頚部に持つこともある。
彼等は様々なスタイルで描かれる。上半身が人間で下半身が山羊というのが最も多い。時には角を生やしている。それほど多くはないが、下半身が馬であることもある。いずれにせよ、長くて太い尾と、常時勃起しっぱなしの陰茎を持っている。時代が下るにつれ、人間風に描かれるようになり、獣としての性格を失っていく。最後は尻尾だけがサテュロスであることをうかがわせるところまで至った。
馴染みのあるギリシアのサテュロスの描写法は「眠ったサテュロス」(en:Barberini Faun)である（参照）。これはヘレニズム時代のギリシア彫刻をローマ人が複製したもので、ワインと快楽に溺れる筋肉質のサテュロスである。頭部をだらりと下げ、極端でない程度に官能的なポーズをとっている。1998年にシチリアとテュニスの間の深海に沈んだ難破船から紀元前4世紀の青銅のサテュロスのトルソーが引き揚げられ、シチリアのマツァーラ・デル・ヴァッロで公開されている （参照）。これも類似のポーズをとっている。
初期のギリシアではサテュロスは年老いた怪物的な姿で描かれ、下半身も人間の姿であった。ギリシアの彫刻や絵画に描かれているサテュロスも、紀元前4世紀以前のものは人の姿をしていることが多いが、それを境に半人半獣の姿で描かれることが多くなっていった。

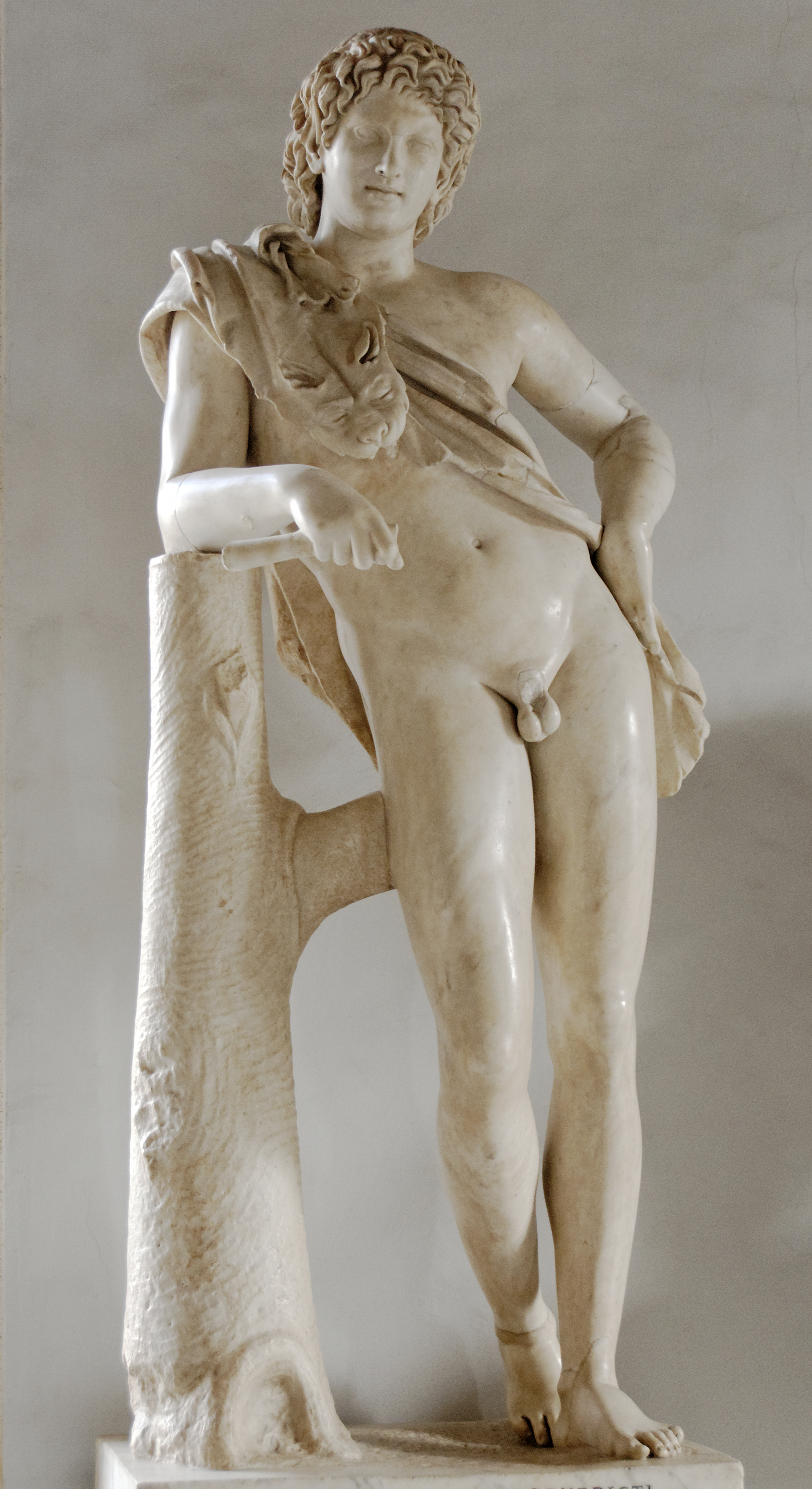
プラクシテレースの優美なサテュロス像（本文参照）

後年の作品では、特にアッティカにおいて、獰猛な性格は和らげられ、もっと若く優美な特徴を示すようになった。プラクシテレースの複製と言われている有名な像では、サテュロスは笛を手にし、優美に木にもたれている。アッティカにはサテュロス劇と呼ばれる劇があった。これは神々と英雄達の伝説のパロディーで、サテュロスが合唱を務めた。エウリーピデースの『キュクロープス』の劇はその種のものの現存する唯一の例である（#サテュロス劇）。

### サテュロス類縁のもの
年寄りのサテュロスはシーレーノス、若いサテュロスはサテュリスキ (Satyrisci)と呼ばれた。後述のように彼等はローマ詩人によってしばしばファウヌスと混同された。サテュロスの恥ずかしがり屋で臆病な面を象徴したのは野兎である。近代ギリシアの一部地域では、カリカンジャロスという妖怪がいにしえのサテュロスに似ているとされる。彼等は山羊の耳と、驢馬または山羊の脚をもち、毛で覆われ、女好きで踊りを好む。パルナッソス山の牧夫らは野兎と山羊の王である山の魔を信じていた。

### 聖書との関連
欽定訳聖書のイザヤ書13章21節と34章14節の中で、"satyr"はヘブライ語のセイリム(se'irim)（「毛のあるもの」）を指す言葉として用いられており、ユダヤの民間伝承における荒野に住む魔物ないしは超自然的な存在を意味している。セイリムへ生贄を捧げる儀式があったことを、レビ記17章7節は仄めかしている。それらはアラブ人の古い伝説にあるアザッブ・アル＝アカバ（azabb al-akaba、峠の毛むくじゃらの魔物）との関連が考えられる。

### サテュロス劇
アテーナイでのサテュロス劇（→紀元前5世紀）では、サテュロスとシーレーノスによる合唱（コロス）が舞台の所作に対する注釈役をになっていた。このサテュロス劇では神話におけるシリアスな出来事を戯画化して猥雑な無言劇として演じ、嘲笑した。紀元前5世紀から完全な形で残っているサテュロス劇が一つだけある。エウリーピデースの『キュクロープス』である。ソポクレースの書いたサテュロス劇の長い断片がパピルスに残っている。題はIchneutae（『サテュロスを追って』）であり、エジプトのオクシリンコスで1907年に発見された。

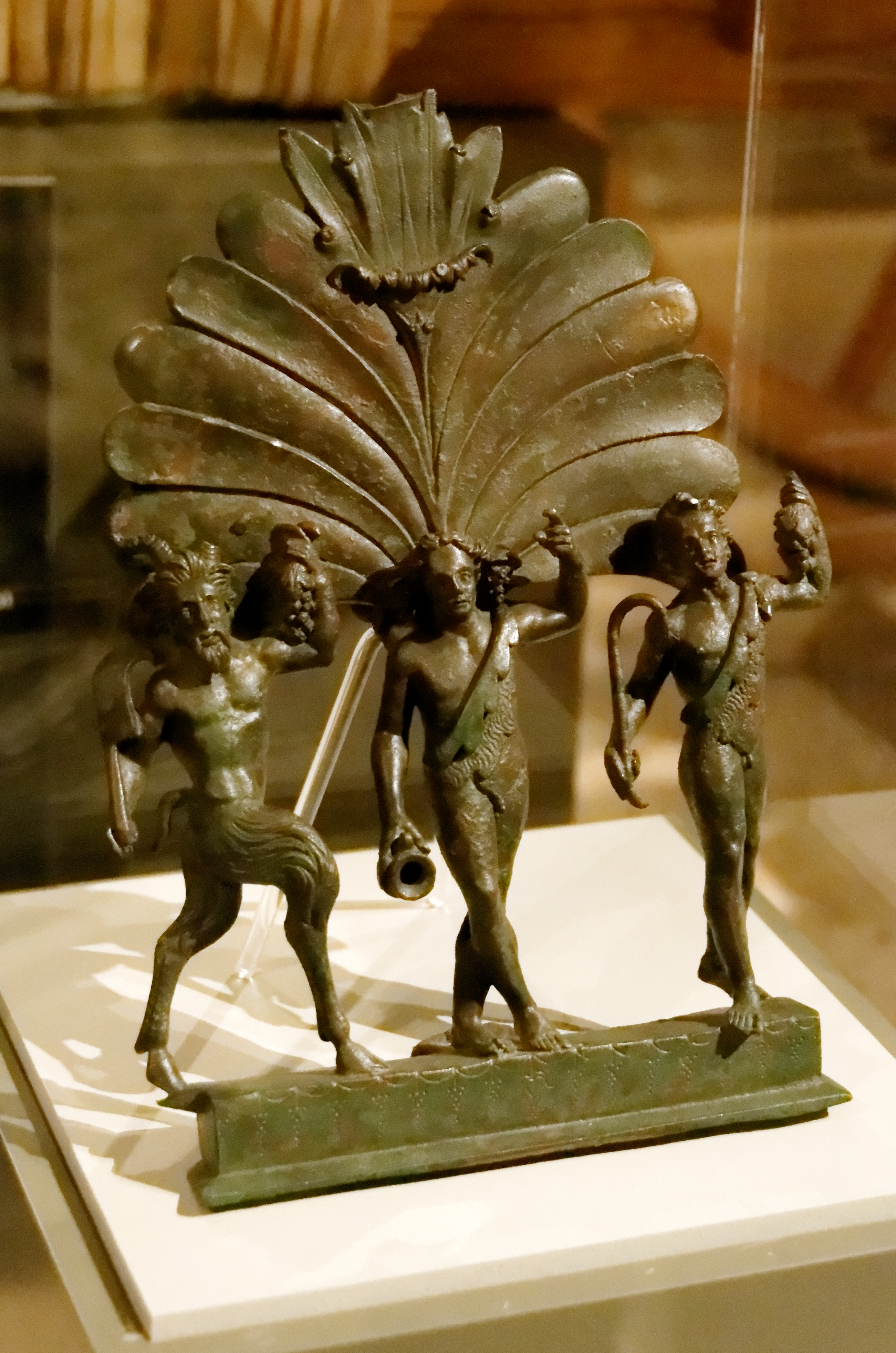
ブドウを手にサンバのようなダンスを踊るサテュロス（左からファウヌス、バックス、サテュロス）- 2世紀。

## ローマのサテュロス
ローマではサテュロスは森の精ファウヌスにまつわる広く知られた詩的な想像と混淆した。また、粗野な精であるパーンとも関連づけられ、パーンの眷属(Panes)と見なされた。ギリシアでは優美なサテュロスが描かれるようになったが、ローマでは再び臀部から蹄までが山羊に似た姿にイメージされた。ローマのサテュロスはしばしば大きな角をもって描かれる。小羊の角の場合もある。キリスト教は、一部の異教的な自然の精霊を悪魔として仕立て上げた。サテュロスも悪魔に関連づけられた。確かに彼等はユダヤの山羊男である魔物アザゼルに似てはいて、その魔物は生贄の山羊（スケープゴート）を要求した（→サタン）。
ローマの諷刺(satire)は文学形式の一つで、詩のような随筆であり、辛辣で破壊的な公的ないし私的な批評活動である。ローマの諷刺は時として無思慮にギリシアのサテュロス劇と関連づけられるが、関連性といっても諷刺とそれとの関連はどちらも破壊的であり、都市化や文明に対して反抗的であったことに尽きる。
なお、サテュロスはパーンやファウヌスと混淆して芸術の題材になった。パーン (ギリシア神話)#関連項目参照。

## 子供のサテュロス
子供のサテュロスはサテュロスに関係した伝説上の生物である。民話、古典工芸、映画、その他様々な郷土工芸にあらわれる。
古典工芸には若いサテュロスが歳取った素面のサテュロスから注意されている様子が描かれることがある。一方で、子供のサテュロスがディオニューソス信仰に参加し、楽器を奏で踊りをおどっている姿も描かれている。
子供のサテュロスがギリシアの花瓶といった古典作品にあらわれる。これは表面上は主に芸術家の審美眼によるものである。だが、ギリシア芸術における子供の役割からすると、子供のサテュロスにはそれ以上の意味があったと考えられる。アプロディーテーの息子のエロースは常に子供ないし赤児として表される。数え切れない程の作品の中で、しばしばサテュロスと共に、サテュロスの聖なる親玉であるバックス（ディオニューソス）が赤児の姿で現されている。
古代ギリシア以外の子供のサテュロスの中でずば抜けた例がアルブレヒト・デューラーの版画『音楽を奏でるサテュロス、ニュムペーと赤子』もしくは『サテュロスの家族』Musical Satyr and Nymph with Baby (Satyr's Family)（1505年）である 。
ロココ時代にもバックス祭(en:Bacchanalia)に参加する子供のサテュロスを描いた作品がみられる。中には女性の子連れサテュロスもいる。子供のサテュロスが積極的に祭に参加しているものもある。例えばジャン・ラウー(en:Jean Raoux, 1677-1735)の絵画『バッカンテに扮したプレヴォスト嬢』（Mlle Prévost as a Bacchante）ではオペラ座の踊子プレヴォスト嬢がバックス祭の中で踊り、子供のサテュロスがタンブリンを叩いている。 
ヴィクトリア時代のナプキンリングには子供のサテュロスが樽の横に描かれ、子供のサテュロスがバックス祭に参加している姿が表されている。
子供のサテュロスは現代美術にも見られる。
子供のサテュロスではないかと推測されるものが、さまざまな地域の民話や現代の神話学に見られる。ギリシア趣向の大学祭(college parties)ではバックス風のキャラクターが現れるが、その中には子供のサテュロスも出てくる。

## イギリスの伝承との関係
プーカはアイルランド及びウェールズの神話に現れる森の妖精（→フェアリー）である。プーカは最も恐ろしいフェアリーであって、様々な形態をとるが、その中に黒山羊がある。この名前をとり、サテュロス類似の半人半山羊で柳で作った笛を愛好する妖精をパックと呼んだ。パックはウィリアム・シェイクスピアの『夏の夜の夢』で陽気な妖精として描かれ、有名になった。